# Sociedad Anónima Española de la Pólvora Dinamítica
La Sociedad Anónima Española de la Pólvora Dinamítica-Privilegio de A. Nobel (SED) fue una empresa española que existió entre 1872 y 1948, perteneciente a la industria de la fabricación de explosivos y derivados de la pólvora.

## Historia
La empresa fue fundada en Bilbao en 1872 por el grupo Alfred Nobel, en unión de empresarios franceses y belgas. Tuvo sus domicilios sociales en París y Blibao. El objetivo de esta sociedad era establecer una fábrica de dinamitas en España, entonces un sector novedoso. Durante los siguientes años estableció diversas fábricas en la zona de Vizcaya. En 1896 fue una de las fundadoras de la Unión Española de Explosivos (UEE), momento a partir del cual la SED se convirtió en una filial de la nueva sociedad. Continuó existiendo hasta su liquidación en 1948 por parte de la UEE, que absorbió sus activos y negocios.